# Calyptoproctina
Sous-tribu
Les Calyptoproctina sont une sous-tribu d'insectes hémiptères de la famille des Fulgoridae, de la sous-famille des Poiocerinae et de la tribu des Poiocerini. 

## Liste des genres
- Alphina Stål, 1863
- Calyptoproctus Spinola, 1839
- Coptopola Stål, 1869
- Curetia Stål, 1862
- Cyrpoptus Stål, 1862
- Gebenna Stål, 1863
- Jamaicastes Kirkaldy, 1900
- Learcha Stål, 1863
- Matacosa Distant, 1906
- Myrilla Distant, 1888
- Oeagra Stål, 1863
- Pelidnopepla Stål, 1869
- Polydictya Guérin-Méneville, 1844
- Scaralis Stål, 1863
- Tabocasa Distant, 1906
- Tomintus Stål, 1864